# Rob Bourdon
Rob Bourdon (ur. 20 stycznia 1979 w Calabasas) – amerykański muzyk. Do września 2024 perkusista w zespole Linkin Park.

## Życiorys
Urodził się w Calabasas w Kalifornii w rodzinie żydowskiej jako syn Patricia B. „Patty” i Gregory’ago L. „Grega” Bourdona. Ma starszego brata. Jest wyznawcą judaizmu. Gdy miał 7 lat zaczął uczyć się gry na pianinie. Uczęszczał, podobnie jak Mike Shinoda i Brad Delson do Agoura High School. Jednak zanim do niej trafił, fascynował się zespołami, które miały w sobie wiele z funku, np. Sly, The Family Stone, James Brown oraz Tower Of Power. Grę na perkusji rozpoczął między trzecią a czwartą klasą. Zainteresował się nią po koncercie na którym grał zespół Aerosmith. Mama Roba zna Joeya Kramera – perkusistę Aerosmith, dzięki czemu mały Rob mógł wejść za scenę i ujrzeć całą produkcję. Później Joey był jego nauczycielem gry na perkusji. Gdy miał 13 lat, należał do zespołu „Relative Degree” (założonego m.in. przez niego i Brada Delsona), który grał rockowe utwory (głównie covery, w tym np. „Smells Like Teen Spirit” Nirvany) z domieszką rapu i funku.

## Życie prywatne
W latach 1992–1999 był w związku z aktorką Shiri Appleby. Od grudnia 2001 związał się z amerykańską aktorką Vanessą Evigan (siostrą Briany Evigan, która wystąpiła w teledysku Linkin Park „Numb”), para rozstała się w grudniu 2007. W międzyczasie umawiał się również z Iriną Shayk. Od 2012 roku jest w związku z dziewczyną o imieniu Erika. Obecnie mieszka w Los Angeles (Kalifornia).

## Dyskografia
Razem z Linkin Park nagrali kilka oficjalnych płyt:
- Hybrid Theory (24 października 2000 roku)
- Reanimation (30 lipca 2002 roku)
- Meteora (24 marca 2003 roku)
- Live in Texas (2003)
- Collision Course (29 listopada 2004 roku)
- Minutes to Midnight (2007)
- Road to Revolution: Live at Milton Keynes (2008)
- A Thousand Suns (2010)
- Living Things (2012)
- Recharged (2013)
- The Hunting Party (2014)
- One More Light (2017)